# Cabinet de la Pendule

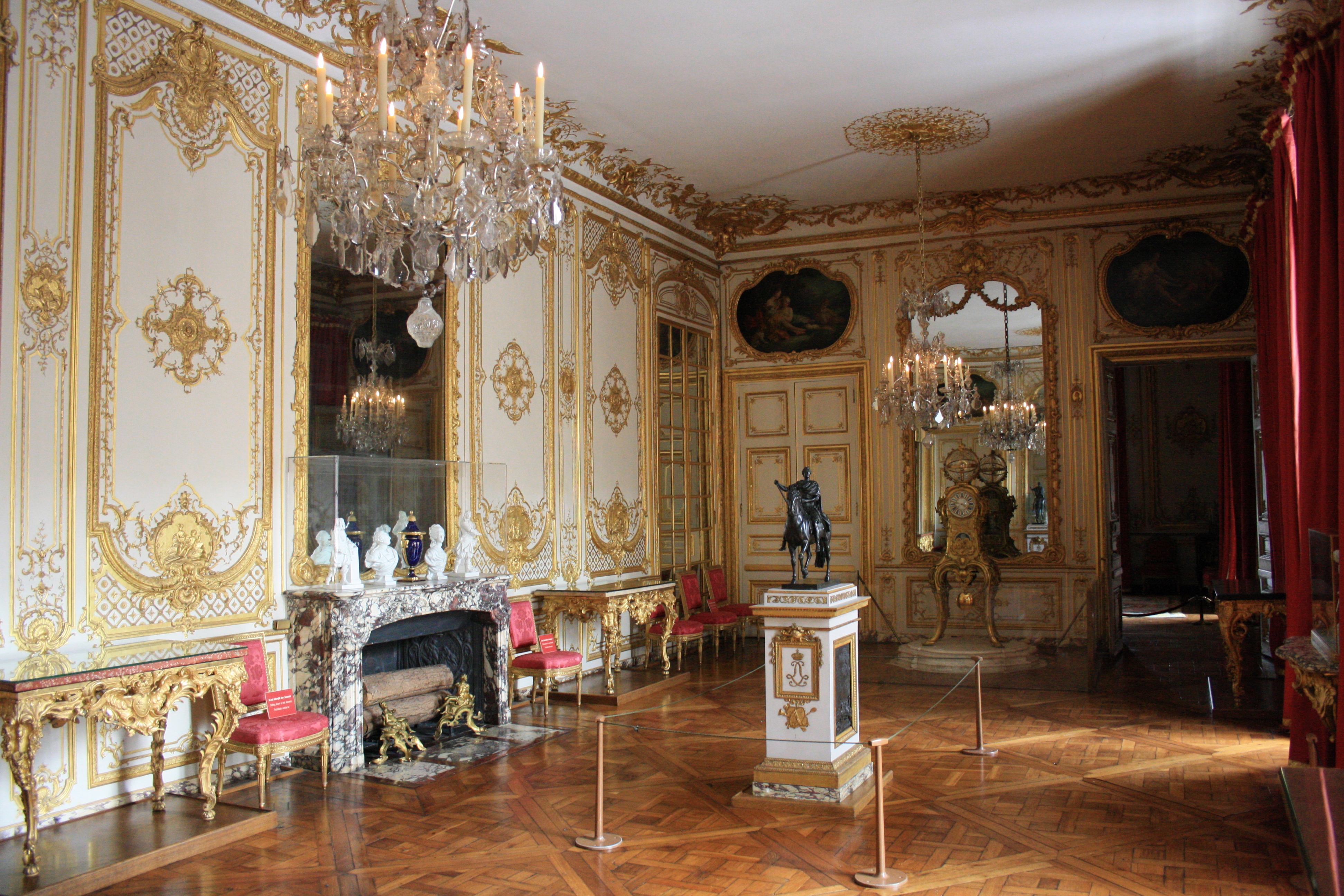
Vue générale du cabinet de la Pendule

Le cabinet de la Pendule est une pièce faisant partie du petit appartement du roi au château de Versailles, un château français situé dans les Yvelines, en Île-de-France. Elle fait office de salon des jeux et est desservie à l'ouest par la chambre de Louis XV et à l'est par le cabinet intérieur du Roi. 

## Histoire
Le cabinet de la Pendule voit le jour vers 1740, lors du réaménagement de cette partie du petit appartement du roi sous Louis XV, à la place du salon du degré du roi et d'une partie du cabinet aux Tableaux. En 1754, Louis XV y fait transférer du château de Choisy la pendule astronomique de Passemant, qui donne ainsi son nom au cabinet. 

## Décor
La pendule astronomique de Passemant présente dans le cabinet est une horloge dont la réalisation nécessita douze années. Son mécanisme, conçu par l'ingénieur Claude-Siméon Passemant et exécuté par l'horloger Louis Dauthier, est abrité dans une caisse en bronze doré ciselée par Jacques Caffieri et Philippe Caffieri. Elle est surmontée d'un globe en cristal qui contient une sphère armillaire représentant les positions des six planètes du système solaire alors connues. Elle comporte plusieurs cadrans qui indiquent :
- L'heure
- Le jour de la semaine
- Le mois
- L'année (y compris quand elle est bissextile)
- La phase de la Lune

Au sol, une baguette de cuivre matérialise le méridien de Versailles. Un modèle réduit de la statue équestre de Louis XV, réalisée par Louis-Claude Vassé, occupe le centre de la pièce. Autour, deux consoles en bois doré s'ornent de chasses royales représentées sur leur plateau. Les boiseries sont l’œuvre de l'ornemaniste de style rocaille Jacob Verberckt. Les dessus-de-porte de la pièce étaient à l'origine des oeuvres de François Boucher, dont entre autres Le Printemps et L'Automne, aujourd'hui conservées à la Wallace Collection.